# Henk Buis

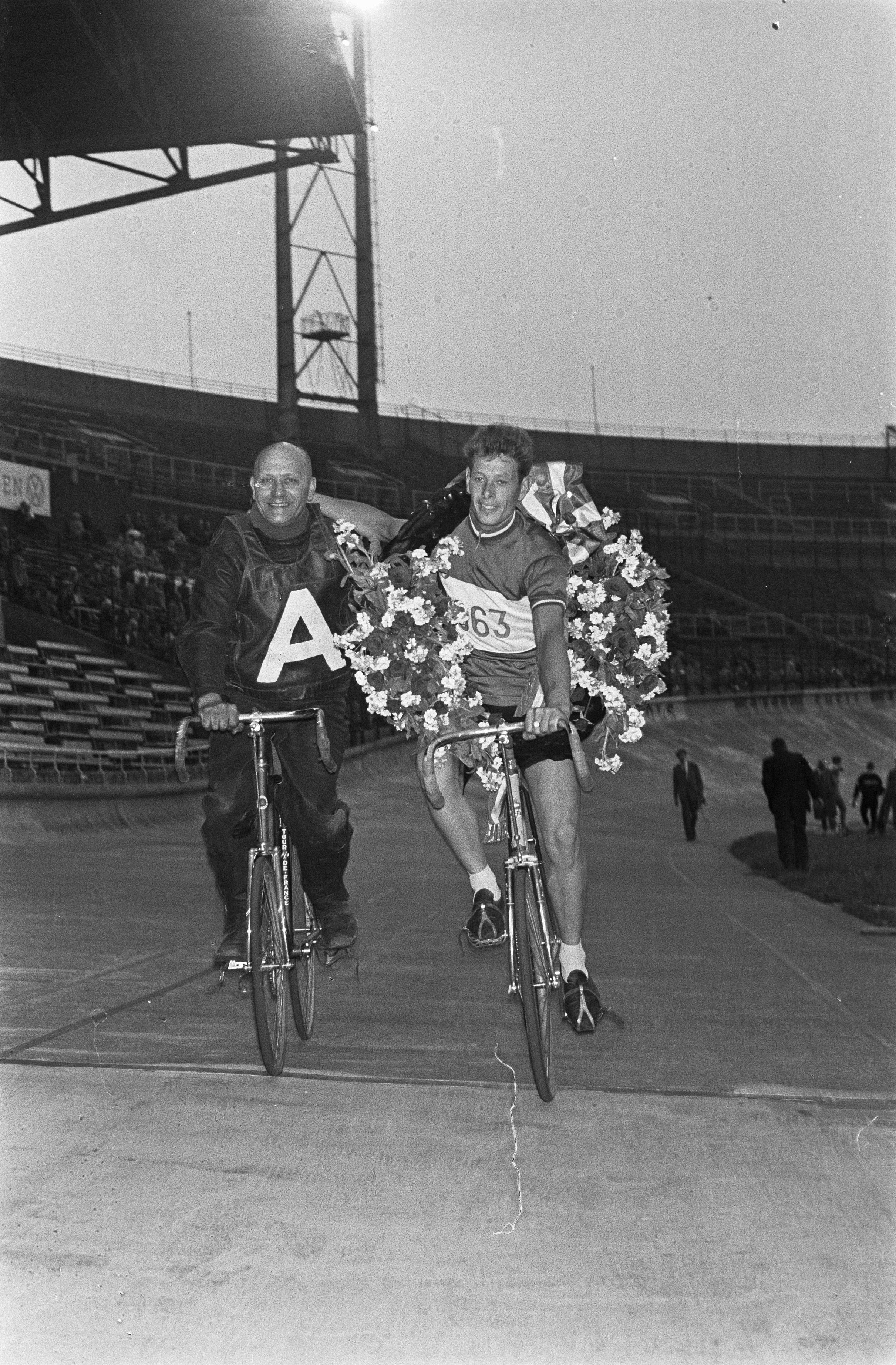
Henk Buis 1963

Hendrik „Henk“ Buis (* 1935 in Zwanenburg (Niederlande)) ist ein ehemaliger niederländischer Radrennfahrer und nationaler Meister im Radsport.

## Sportliche Laufbahn
Buis war im Bahnradsport und im Straßenradsport aktiv. Seine Spezialdisziplin war das Steherrennen. Er hatte seinen bedeutendsten sportlichen Erfolg mit dem Gewinn der Bronzemedaille im Steherrennen der Amateure bei den Bahnradsport-Weltmeisterschaften 1960. Buis Schrittmacher im Weltmeisterschaftsfinale war Albertus de Graaf. Titelträger wurde Georg Stoltze aus der DDR. 1960 siegte Buis in der nationalen Meisterschaft im Steherrennen der Amateure. 1962 holte er den Titel vor Bert Romijn. Den Titel konnte Buis 1963 verteidigen. Er blieb während seiner gesamten Karriere Amateur.
Im Straßenradsport gewann er 1959 eine Etappe der Olympia’s Tour.